# Thomas Lubner
Thomas Lubner (* 12. Juni 1963) ist ein ehemaliger deutscher Basketballspieler.

## Werdegang
Lubner errang im Jahr 1988 mit der Mannschaft der HSG Technische Hochschule Magdeburg die erste DDR-Meisterschaft der Vereinsgeschichte. 1989 wurden die Magdeburger erneut Meister.
Er war DDR-Jugendnationalspieler und nahm als solcher an zwölf Länderspielen teil.